# ハッピー (徳島県徳島市の企業)
株式会社ハッピーは、徳島県徳島市に本社を置く徳島県内でフィットネスクラブを運営する企業。

## 沿革
- 1975年 - 総合スポーツ施設ハッピー徳島を開設。
- 1986年 - ハッピー阿南を開設。
- 1991年 - 四国初の厚生大臣認定健康増進施設を取得。
- 1992年 - ハッピー鴨島を開設。厚生大臣認定指定運動療法施設を取得。
- 1993年 - 労働省認定労働者健康保持増進指導機関を取得。
- 2008年 - 特定保健指導機関が認定。

## 運営している施設
- ハッピー徳島 - 徳島市金沢
- ハッピー阿南 - 阿南市西路見町
- ハッピー鴨島 - 吉野川市鴨島町